# Stéphane Traineau

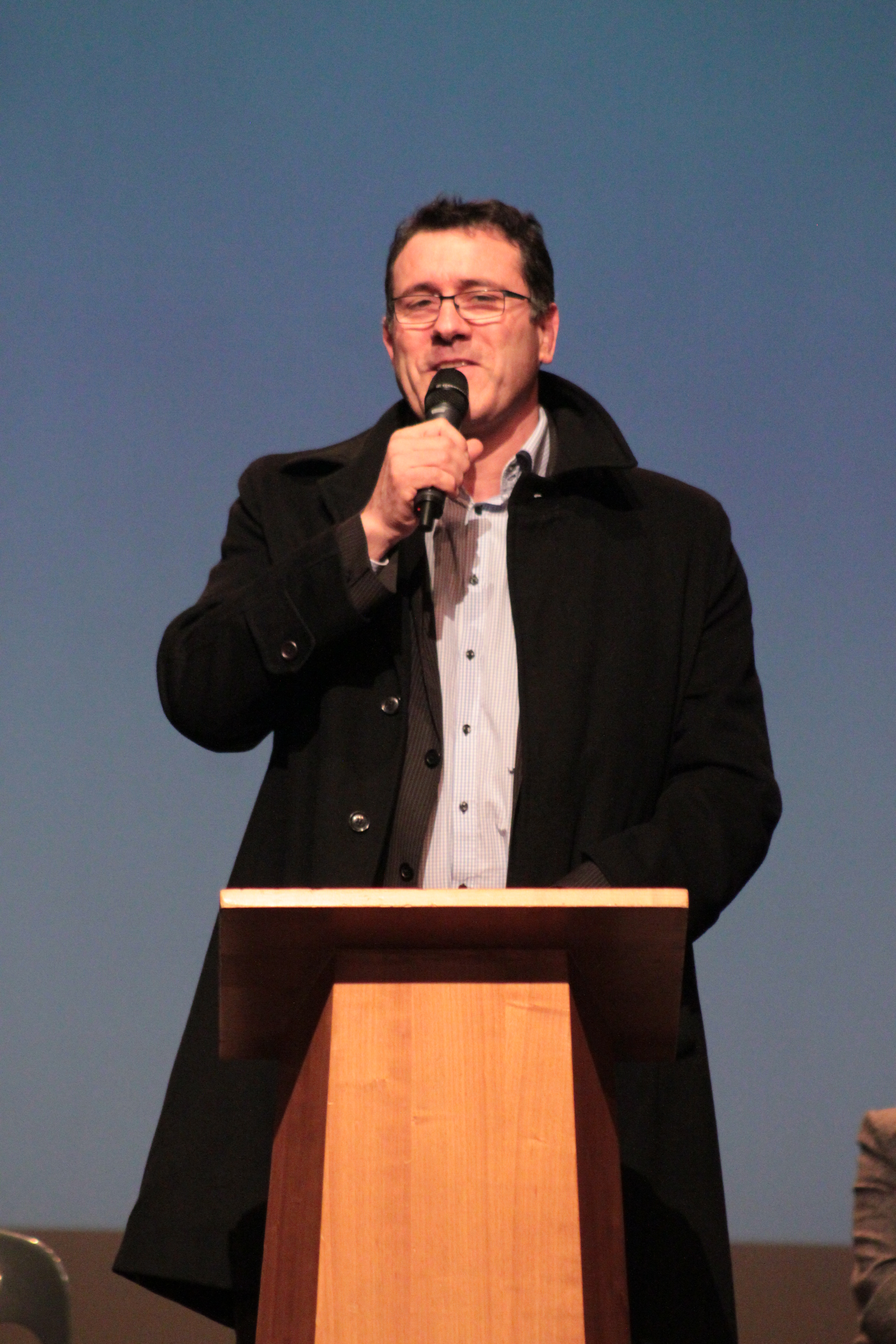
Stéphane Traineau (2014)

Stéphane André Michel Traineau (* 16. September 1966 in Cholet) ist ein ehemaliger französischer Judoka. Er war Olympiadritter 1996 und 2000 sowie Weltmeister 1991 im Halbschwergewicht.

## Sportliche Karriere
Der 1,92 m große Stéphane Traineau war 1986 Dritter der Junioreneuropameisterschaften. 1987 gewann er erstmals beim Tournoi de Paris, dem Weltcupturnier in Paris, 1988 siegte er dort erneut. Bei den französischen Meisterschaften 1987 und 1988 belegte er den zweiten Platz hinter Roger Vachon. Im Mai 1988 belegte er den fünften Platz bei den Europameisterschaften. Bei den Olympischen Spielen 1988 in Seoul gewann er seine ersten zwei Kämpfe und schied dann gegen Jiří Sosna aus der Tschechoslowakei aus und belegte den zehnten Platz.
1989 belegte er den fünften Platz bei den Weltmeisterschaften in Belgrad, nachdem er im Halbfinale gegen Koba Kurtanidse aus der Sowjetunion und im Kampf um Bronze gegen den Belgier Robert Van De Walle  verloren hatte. 1990 siegte Traineau im Finale der Europameisterschaften über den Deutschen Marc Meiling. 1991 verlor er im Finale der französischen Meisterschaften gegen François Fournier, siegte aber dann beim Tournoi de Paris. Bei den Europameisterschaften in Prag unterlag er im Halbfinale dem Niederländer Theo Meijer, den Kampf um Bronze gewann Traineau gegen den Österreicher Martin Lieb. Zwei Monate danach siegte er im Halbfinale der Weltmeisterschaften in Barcelona gegen Marc Meiling, im Finale bezwang er den Polen Paweł Nastula. Ende 1991 gewann er als amtierender Weltmeister seinen ersten französischen Meistertitel. Im Mai 1992 gewann Traineau im Finale der Europameisterschaften gegen den für die GUS startenden Russen Dmitri Sergejew. Bei den Olympischen Spielen in Barcelona gewann Traineau seine ersten zwei Kämpfe, schied dann aber gegen den US-Judoka Leo White aus.
1993 siegte Traineau beim Tournoi de Paris. Im Finale der Europameisterschaften in Athen besiegte er den Österreicher Thomas Etlinger. Bei den Weltmeisterschaften im kanadischen Hamilton unterlag er im Viertelfinale dem Ungarn Antal Kovács, nach zwei Siegen in der Hoffnungsrunde bezwang er im Kampf um Bronze den nun für Russland antretenden Dmitri Sergejew. 1994 war Traineau zum zweiten Mal französischer Landesmeister. 1995 unterlag er im Viertelfinale der Europameisterschaften dem Briten Raymond Stevens, gewann aber seine zwei nächsten Kämpfe und erhielt die Bronzemedaille durch einen Sieg über Antal Kovács. Bei den Weltmeisterschaften in Chiba unterlag er im Viertelfinale gegen den Kasachen Sergei Schakimow. Mit zwei Siegen in der Hoffnungsrunde erreichte er den Kampf um Bronze, in dem er den Usbeken Dmitry Solovyov bezwang. Bei den Olympischen Spielen 1996 in Atlanta besiegte Traineau im Viertelfinale den Japaner Yoshio Nakamura, unterlag dann aber im Halbfinale gegen den Südkoreaner Kim Min-soo. Im Kampf um Bronze siegte er über den Ungarn Antal Kovács.
1997 gewann Traineau die französischen Landesmeisterschaften. 1999 gewann er den Titel bei den Europameisterschaften in Bratislava durch einen Finalsieg über den Polen Paweł Nastula. Bei den Weltmeisterschaften in Birmingham unterlag er im Viertelfinale dem Japaner Kōsei Inoue und im Kampf um Bronze dem Russen Alexander Michailin. Im September 2000 bestritt Traineau bei den Olympischen Spielen in Sydney sein letztes großes Turnier. Im Halbfinale unterlag er dem Kanadier Nicolas Gill, den Kampf um Bronze gewann er gegen Ariel Zeevi aus Israel.